# Charles Flanagan
Charles (Charlie) Flanagan, irl. Cathal Ó Flannagáin (ur. 1 listopada 1956 w Mountmellick) – irlandzki polityk i prawnik, deputowany, minister w rządach Endy Kenny’ego oraz Leo Varadkara.

## Życiorys
Kształcił się w St. Mary’s Knockbeg College w Carlow, ukończył następnie studia prawnicze na University College Dublin. Praktykował jako radca prawny.
Zaangażował się w działalność polityczną w ramach Fine Gael. Od połowy lat 80. do 2002 zasiadał w radzie hrabstwa Laois. W wyborach w 1987 wystartował do Dáil Éireann w okręgu Laoighis Offaly, z którego wcześniej przez czternaście kadencji posłował jego ojciec Oliver J. Flanagan. Zdobył wówczas mandat deputowanego, który utrzymywał w wyborach w 1989, 1992 i 1997, nie uzyskując reelekcji w wyborach w 2002.
W 2007 po pięcioletniej przerwie powrócił do niższej izby irlandzkiego parlamentu, wybierany ponownie również w 2011, 2016 i 2020. W strukturach Fine Gael był rzecznikiem ds. sprawiedliwości oraz ds. dzieci. W 2010 znalazł się wśród polityków wspierających Richarda Brutona i bezskutecznie próbujących odwołać lidera FG Endę Kenny’ego. W 2011 Charles Flanagan objął funkcję przewodniczącego frakcji poselskiej swojej partii.
W maju 2014 wszedł w skład rządu Endy Kenny’ego jako minister ds. dzieci i młodzieży. W lipcu 2014 przeszedł na stanowisko ministra spraw zagranicznych i handlu. Pozostał na tym urzędzie również w powołanym w maju 2016 drugim gabinecie dotychczasowego premiera. W czerwcu 2017 został natomiast ministrem sprawiedliwości i równości w rządzie Leo Varadkara. Urząd ten sprawował do czerwca 2020.